# Плацентарная недостаточность
Плацентарная (маточно-плацентарная) недостаточность — неспособность плаценты доставлять достаточное количество питательных веществ к плоду во время беременности и может является результатом недостаточного притока крови к плаценте. Этот термин также иногда используется для обозначения позднего замедления сердечного ритма плода, измеренного с помощью электронного мониторинга, даже если нет других доказательств снижения кровотока к плаценте, нормальная скорость маточного кровотока составляет 600 мл / мин.

## Причины
Считается, что следующие характеристики плаценты связаны с плацентарной недостаточностью, однако все они возникают при нормальных здоровых плацентах и при доношенных здоровых родах, поэтому ни один из них не может быть использован для точной диагностики плацентарной недостаточности:
- Аномально тонкая плацента (менее 1 см)[1][2]
- Окружающая плацента (1% нормальной плаценты)
- Метаплазия клеток амниона (узелковый амнион) (присутствует в 65% нормальных плацент)
- Увеличение синцитиальных узлов
- Кальцификации
- Инфаркты из-за очагового или диффузного утолщения кровеносных сосудов
- Капилляры ворсинок, занимающие около 50% объема ворсинок, или когда <40% капилляров находятся на периферии ворсинок

Плацентарную недостаточность не следует путать с полной отслойкой плаценты, при которой плацента отделяется от стенки матки, что немедленно приводит к прекращению притока крови к плаценте и, что приводит к немедленной гибели плода. В случае незначительной и/или неполной отслойки плаценты (менее 50%), производится госпитализация роженицы за несколько недель до родов(сохранение). Частичная отслойка плаценты не обязательно влияет на исход родов, но может стать причиной применения кесарева сечения.

## Симптомы
Если участок отслойки плаценты небольшой, то после образования ретроплацентарной гематомы возможно тромбирование маточных сосудов, и дальнейшая отслойка плаценты прекращается. При значительной отслойке плаценты, обильном кровотечении и обширной ретроплацентарной гематоме, изливающаяся кровь может пропитывать стенку матки, что приводит к нарушению ее сократительной способности. Такое состояние получило название «матка Кувелера» по имени ученого, впервые описавшего подобную картину.
Если отслойка плаценты формируется ближе к её краю, то кровь, проникая между плодными оболочками и стенкой матки изливается во влагалище, что проявляется наружным кровотечением. При появлении кровотечения сразу после отслойки плаценты кровь, истекающая из влагалища, обычно алого цвета, темная кровь со сгустками отмечается в том случае, если от момента отслойки до появления кровотечения прошло некоторое время.
Преждевременная отслойка плаценты может протекать в легкой форме, состояние пациентки при этом чаще всего удовлетворительное, матка в обычном тонусе или несколько напряжена, сердцебиение плода не страдает, наблюдаются кровянистые выделения из влагалища в небольшом количестве.
Тяжелая форма отслойки плаценты, как правило, характеризуется выраженным кровотечением и значительными болевыми ощущениями. Однако, кровотечения может и не быть, если кровь скапливается между плацентой и стенкой матки. В той области матки, где расположена плацента, в связи с формированием ретроплацентарной гематомы образуется локальная припухлость, и возникают боли, которые быстро усиливаются и постепенно распространяются на остальные отделы матки.
При расположении плаценты на задней стенке боли носят разлитой и неясный характер. Локальная болезненность может быть слабо выражена или не выражена вообще при истечении крови наружу. Матка становится напряженной, болезненной, приобретает асимметричную форму. Живот вздут, у пациентки наблюдается слабость, головокружение, рвота. Кожа холодная, влажная и бледная. Дыхание учащено, пульс частый, артериальное давление снижено.
Одновременно с отслойкой появляются признаки нарастающей нехватки кислорода у плода. При величине ретроплацентарной гематомы в размере 500 мл и более и/или площади отслойки более 1/3, наиболее высока вероятность гибели плода.
При прогрессирующем кровотечении и увеличении интервала времени от момента отслойки плаценты до родоразрешения, нарастают явления нарушения свертывающей системы крови, что в конечном итоге проявляется тем, что кровь вообще перестает свертываться.

## Устранение
При преждевременной отслойке нормально расположенной плаценты чаще всего используют кесарево сечение.
При выраженных клинических проявлениях преждевременной отслойки плаценты во время беременности и в первом периоде родов проводят срочное родоразрешение путем операции кесарева сечения, независимо от срока беременности и состояния плода. При операции кесарева сечения, после извлечения плода и плаценты, полость матки освобождается от крови и сгустков, после чего тщательно осматриваются все ее стенки, с целью уточнения состояния мышц матки. Если они пропитаны кровью, производится удаление матки, так как она является источником кровотечения. Если отслойка плаценты произошла во втором периоде родов и есть условия к быстрому окончанию родов через естественные родовые пути, роды заканчивают наложением акушерских щипцов или вакуум-экстракцией плода.